# Sorgu
Sorgu est une île d'Estonie dans le golfe de Riga.

## Géographie
Située à 5 km au Sud-Est de Manilaid, elle fait partie de Manija (Commune de Tõstamaa). 

## Histoire
Elle est mentionnée dès 1662 par Willem Blaeu dans sa carte de la Livonie qui la nomme Sorkholm.
En 1904, un phare de 16 m de haut y est construit et en 1913 une extension pour loger la famille du gardien. Le phare a été automatisé au début des années 1970. 